# Векштейн, Виктор Яковлевич
Ви́ктор Я́ковлевич Векште́йн (20 июля 1939, Москва — 18 января 1990, Москва) — советский композитор, музыкант (пианист и вибрафонист), продюсер. Основатель и руководитель ВИА «Поющие сердца», первый руководитель рок-группы «Ария» (с 1985 до ноября 1988 года).

## Биография и творчество
Векштейн родился 20 июля 1939 года в Москве в еврейской семье.
В 1971 году создал ВИА «Поющие сердца». Стоял у истоков легализации и популяризации тяжёлой музыки в СССР — в 1984 году на базе «Поющих сердец» при непосредственном участии Векштейна была создана группа «Ария», ставшая первым официальным коллективом, игравшим музыку в жанре Heavy Metal в стране.
При содействии Векштейна «Арией» были выпущены такие альбомы, как «Мания Величия» (1985), «С кем ты?» (1986), «Герой асфальта» (1987).
В декабре 1987 года Векштейн и Ованес Мелик-Пашаев были ответственны за звук и свет на фестивале «Рок-панорама-87», прошедшем на арене «Лужники» в Москве.
Векштейн скончался 18 января 1990 года в Москве при невыясненных обстоятельствах. Он был найден мёртвым в гараже, в собственном «Мерседесе», с признаками отравления выхлопными газами. Похоронен на Николо-Архангельском кладбище.

## Личная жизнь
Был женат на Антонине Жмаковой, солистке ВИА «Поющие сердца», имел сына.